# Lobogonodes tensa
Lobogonodes tensa là một loài bướm đêm trong họ Geometridae.